# Doozie
Doozie é um DJ e produtor brasileiro de música eletrônica, formado por Rodrigo Borges Barros (Brasília, 16 de maio de 1987). Ao longo da carreira, Doozie teve uma rápida ascensão com o single "Buy It UTI" e o Remix para "Hey Hey Hey" - este último, hit absoluto de Chemical Surf, e logo começaram a viralizar nas pistas de dança de todo o Brasil. 
Em 2017, teve sua estreia na edição do Ultra Music Festival, realizado no Brasil e, no mesmo ano, foi eleito como o #20 artista do ano no TOP 50 DJs Brasil da revista House Mag.
No ano de 2018, cumpriu mais de 100 datas por todo o Brasil, incluindo apresentações expressivas no Green Valley e Laroc Club.
Ainda em 2018, Doozie lançou o Remix para "Soy Yo" do Bomba Estéreo, hit colombiano e destaque do game FIFA 16. Lançado pela Sony Music da América Latina, a faixa entrou para diversas playlists editoriais do Spotify.
Em 2019, focado na expansão do projeto, Doozie foi convidado para ingressar no time da Nova Bookings.

## Discografia

### Singles
- "Destruction" (2015)
- "Downtown" (2016)
- "Dirty Mind" (2017)
- "Clubbers" (2017)
- "Easier" (2017)
- "All Night" (2018)
- "Glue" (2018)
- "Can I" (2017)[4]
- "Ticket 2 Ride" (2018)
- "Why" (2019)[5]
- "Back to the Floor" (2019)

### Remixes
- "Hey Hey Hey - Chemical Surf"
- "Soy Yo - Bomba Estéreo"[2]